# 국가건축정책위원회
국가건축정책위원회(國家建築政策委員會 Presidential Commission on Architecture Policy)는 대한민국의 건축분야의 주요 정책을 심의하고 건축정책의 조정 등을 시행하기 위한 대통령 직속 기구이다.
2007년 12월, 건축기본법이 제정됨으로써 이에 따라 2008년 12월, 국가건축정책정책위원회가 설치되었다.

## 연혁
- 2007년 12월 건축기본법 제정
- 2008년 6월 건축기본법 시행
- 2008년 12월 국가건축정책위원회(위원장 정명원) 발족
- 2009년 3월 제1차 대통령 보고회
- 2009년 4월 제2차 대통령 보고회
- 2009년 12월 전체위원회 2회/ 분과위 및 합동연석회의 6회/ 유관기관 단체간담회 3회
- 2010년 5월 제3차 대통령 보고회
- 2010년 5월 제1차 건축정책기본계획 보고 및 국토교통부장관 고시
- 2010년 12월 전체위원회 4회/ 분과위 및 합동연석회의 14회/ 유관기관 및 단체간담회 1회/ 토론회 2회
- 2011년 4월 제2기 국가건축정책위원회(위원장 이상정) 출범
- 2011년 6월 제4차 대통령 보고회
- 2011년 12월 전체위원회 1회/ 분과위 및 합동연석회의 10회/ 유관기관 단체간담회 12회/ 지역건축정책포럼 6회
- 2012년 4월 제5차 대통령 보고회
- 2012년 12월 전체위원회 2회/ 분과위 및 합동연석회의 20회/ 유관기관 단체간담회 12회/ 지역건축정책포럼 6회
- 2013년 12월 제3기 국가건축정책위원회(위원장 김석철) 출범
- 2013년 12월 본회의 3회/ 합동연석회의 11회/ 분과위원회 19회
- 2014년 12월 본회의 1회/ 합동연석회의 8회/ 분과위원회 15회/ 국가건축정책컨퍼런스 1회
- 2015년 5월 제2차 건축정책기본계획(안)(2016~2020) 심의
- 2015년 5월 제1차 건축자산 진흥 기본계획(안)(2016-2020) 심의
- 2015년 12월 전체회의, 분과회의 등 13회/ 전문가 TF회의 19회/ 건축산업활성화포럼 4회
- 2016년 2월 제4기 국가건축정책위원회(위원장 제해성) 출범
- 2016년 2월 건축기본법 개정
- 2016년 11월 제2차 건축정책기본계획 수립
- 2016년 12월 본회의 1회/ 합동연석회의 7회/ 분과위원회 21회/ 미래건축포럼 3회/ 전국순회포럼 4회
- 2017년 12월 합동연석회의 8회/ 분과위원회 13회/ 미래건축포럼 1회/ 전국순회포럼 3회
- 2018년 4월 제5기 국가건축정책위원회(위원장 승효상) 출범
- 2018년 9월 제6차 대통령 보고회
- 2018년 12월 제1차 건축서비스산업 진흥 기본계획(2019~2023) 심의 및 수립
- 2018년 12월 전체회의 1회/ 합동연석회의 13회/ 분과위원회 3회
- 2019년 1월 제66회 국정현안점검조정회의(공공건축 디자인 개선 방향)
- 2019년 4월 제75회 국정현안점검조정회의(공공건축 디자인 개선 방안)
- 2019년 4월 건축디자인 시범사업 지정(총괄/공공건축가 및 공간환경전략계획 수립 지원사업)
- 2019년 5월 공공건축 디자인 개선 범정부협의체 발족
- 2019년 8월 건축디자인 시범사업 지정(교육부 국립 부설 특수학교 신설사업)
- 2019년 12월 전체회의 4회/ 합동연석회의 20회/ 간담회 1회/ 공공건축컨퍼런스 1회
- 2020년 4월 공공건축 디자인 개선 범정부협의체 3차 전체회의(서면심의)
- 2020년 5월 제6기 국가건축정책위원회(위원장 박인석) 출범
- 2020년 11월 제2차 건축자산 진흥 기본계획 심의
- 2020년 12월 전체회의 1회, 합동연석회의 11회, 분과위원회 5회, 소위원회 6회, 간담회 3회
- 2021년 1월 공공건축 디자인 개선 범정부협의체 제4차 전체회의
- 2021년 2월 제3차 건축정책기본계획(2021~2025년) 국무회의 보고 및 고시
- 2021년 8월 설계공모운영지침 개정, 세움터 내 설계공모 포탈 개편
- 2021년 12월 전체회의 1회, 합동연석회의 17회, 공공건축컨퍼런스 1회, 기관장면담 3회, 정책조정분과 6회
- 2022년 2월 소규모 건축물 품질개선을 위한 정책추진 로드맵 마련연구 결과보고
- 2022년 3월 건축산업의 내실화를 위한 건축산업 국가통계화 마련
- 2022년 12월 합동연석회의 8회, 간담회 1회, 정책조정분과 1회

## 주요기능
- 노동정책 및 이와 관련된 경제·사회정책 등을 협의
- 국가건축정책위원회는 「건축기본법 」 제10조 규정에 따라 국토교통부장관이 5년마다 수립/시행하는 건축정책기본계획을 심의합니다.
- 「건축기본법 」 제14조의 규정에 따라 건축 분야의 주요 정책을 심의합니다.

1. 건축정책기본계획을 포함한 건축정책의 수립 및 조정
2. 건축 분야 발전에 관한 주요 사업의 지원
3. 건축행정 개선에 관한 사항
4. 건축문화행사 추진에 관한 사항
5. 국민의 건축문화 향유기회의 확대에 관한 사항
6. 「건축기본법 」 제21조 제1항 및 제2항에 따른 건축디자인 기준의 설정에 관한 사항
7. 건축에 관한 조사, 연구 및 개발에 관한 사항
8. 그 밖에 건축정책과 관련하여 위원장이 부의하는 사항

- 또한, 중앙행정기관의 장, 시·도지사 또는 시장·군수·구청장이 「건축기본법 」 제22조 및 같은 법 시행령제20조에 따라 건축디자인 시범사업을 지정하려는 경우 국가건축정책위원회의 심의를 받도록하고 있습니다.
- 건축물 관련 규정을 통합한 「한국건축규정 」 의 개선 및 보완이 필요한 경우에도 국가건축정책위원회의심의를 거치도록 하고 있습니다.
- 그밖에 「건축서비스산업진흥법 」 제5조에 따른 건축서비스산업진흥 기본계획의 심의, 「한옥 등 건축자산의 진흥에 관한 법률 」 제4조에 따른 건축 자산진흥 기본계획의 심의 등 기능을수행합니다.

## 참조
- 국가건축정책위원회 홈페이지